# Triboldingerbohl

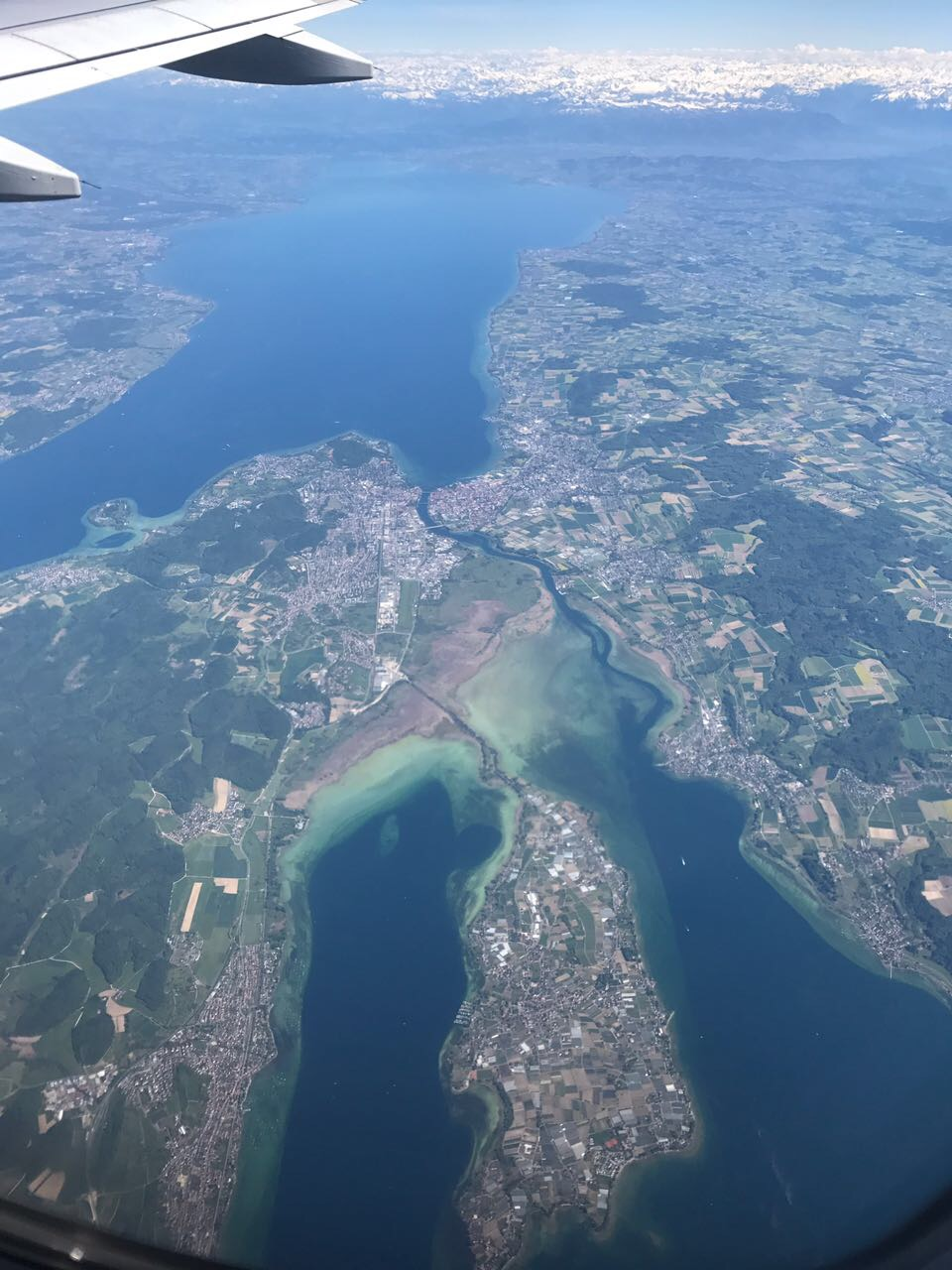
Vista de la isla, en la parte superior del lago de abajo; en primer término, la isla de Reichenau

La isla Triboldingerbohl (en alemán: Triboldingerbohl Insel) también conocida como Triboltingen o großes Bohl o Langenrain, es una pequeña isla lacustre deshabitada de Alemania, la cuarta mayor isla del lago de Constanza, con una superficie de 13,557 ha. Se trata de un terreno de 780 metros de longitud y hasta 230 metros de ancho. Se encuentra ubicada en la parte más oriental del Untersee (lago Constanza), cerca del punto donde el Seerhein desemboca en el lago. Esta parte del lago también es conocida como la Rheinsee.